# Prunet (Ardèche)
Prunet, auf Okzitanisch „Los Prunetencs“ und auf Lateinisch „Prunus“, ist eine französische Gemeinde im Département Ardèche in der Region Auvergne-Rhône-Alpes. Sie gehört zum Kanton Vallon-Pont-d’Arc und zum Arrondissement Largentière. Die Bewohner nennen sich Prunétains oder Prunétaines. Eine örtliche Erhebung ist der Col de la Croix de Millet. Nachbargemeinden sind Jaujac im Nordwesten, Saint-Cirgues-de-Prades im Norden, Lentillères im Nordosten, Chazeaux im Osten, Rocher im Südosten und Joannas im Südwesten.

## Bevölkerungsentwicklung
| Jahr                       | 1962 | 1968 | 1975 | 1982 | 1990 | 1999 | 2006 | 2011 | 2014 |
| -------------------------- | ---- | ---- | ---- | ---- | ---- | ---- | ---- | ---- | ---- |
| Einwohner                  | 180  | 150  | 118  | 113  | 103  | 104  | 133  | 139  | 132  |
| Quellen: Cassini und INSEE |      |      |      |      |      |      |      |      |      |

## Sehenswürdigkeiten
- Kirche Saint-Grégoire, Monument historique

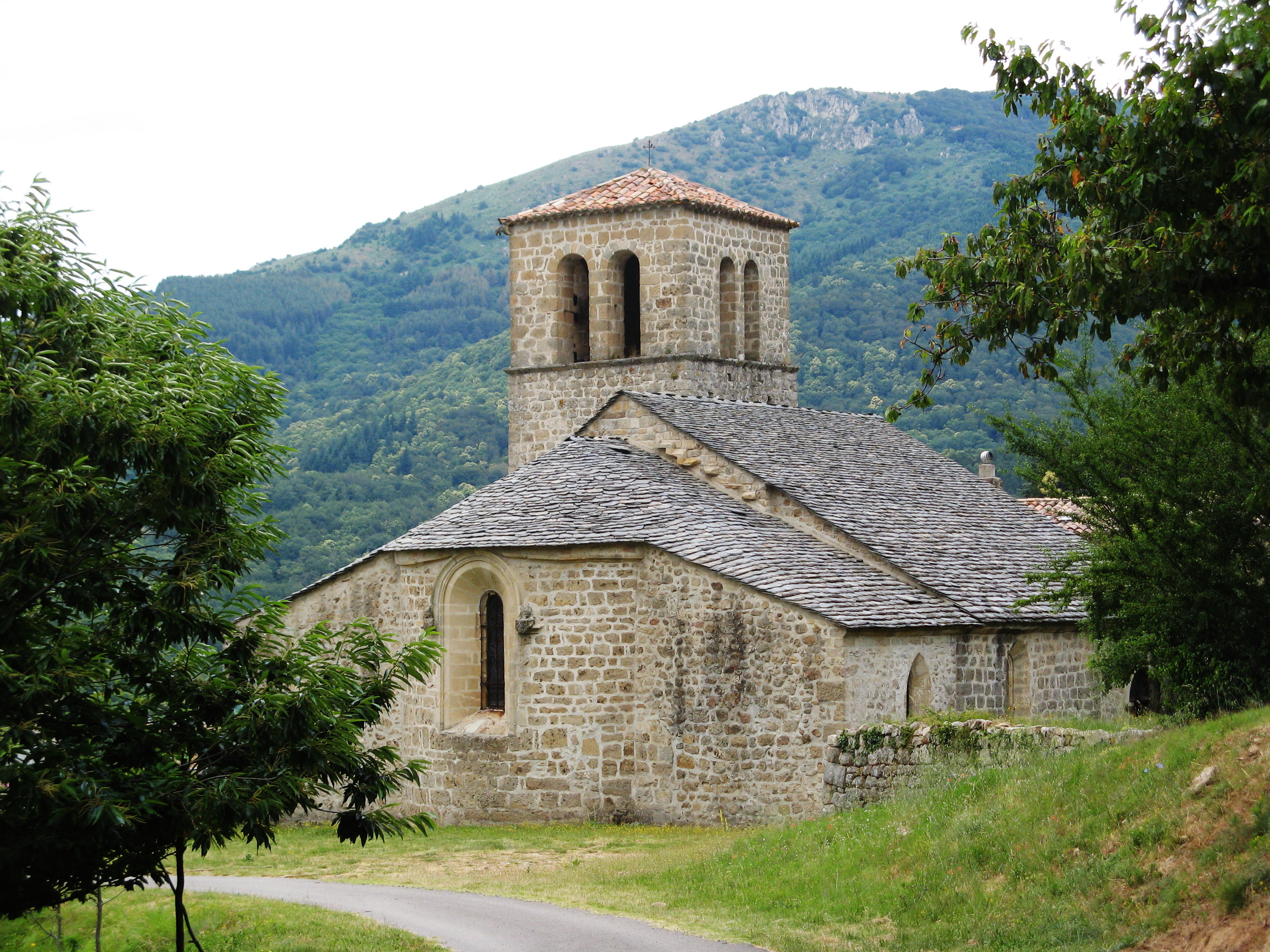
Kirche Saint-Grégoire

- Kriegerdenkmal

## Weblinks

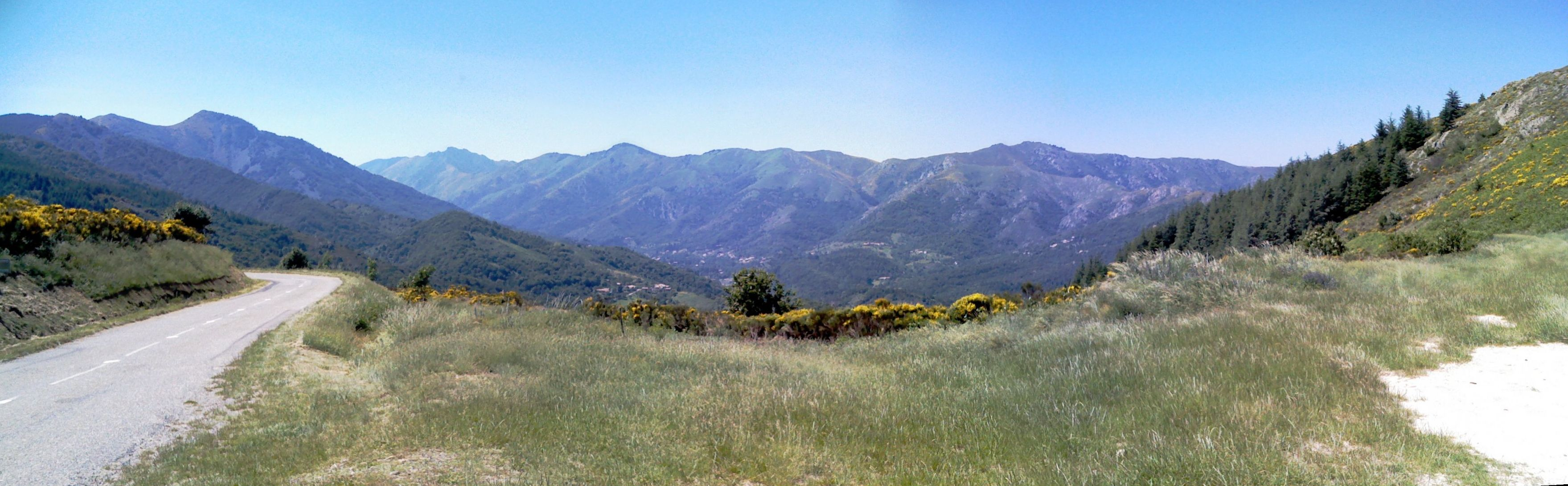
Col de la Croix de Millet